# Gielde
Gielde – dzielnica gminy Schladen-Werla w Niemczech, w kraju związkowym Dolna Saksonia, w powiecie Wolfenbüttel. Do 31 października 2013 gmina, wchodząca w skład gminy zbiorowej Schladen, która dzień później została rozwiązana.